# 아사바

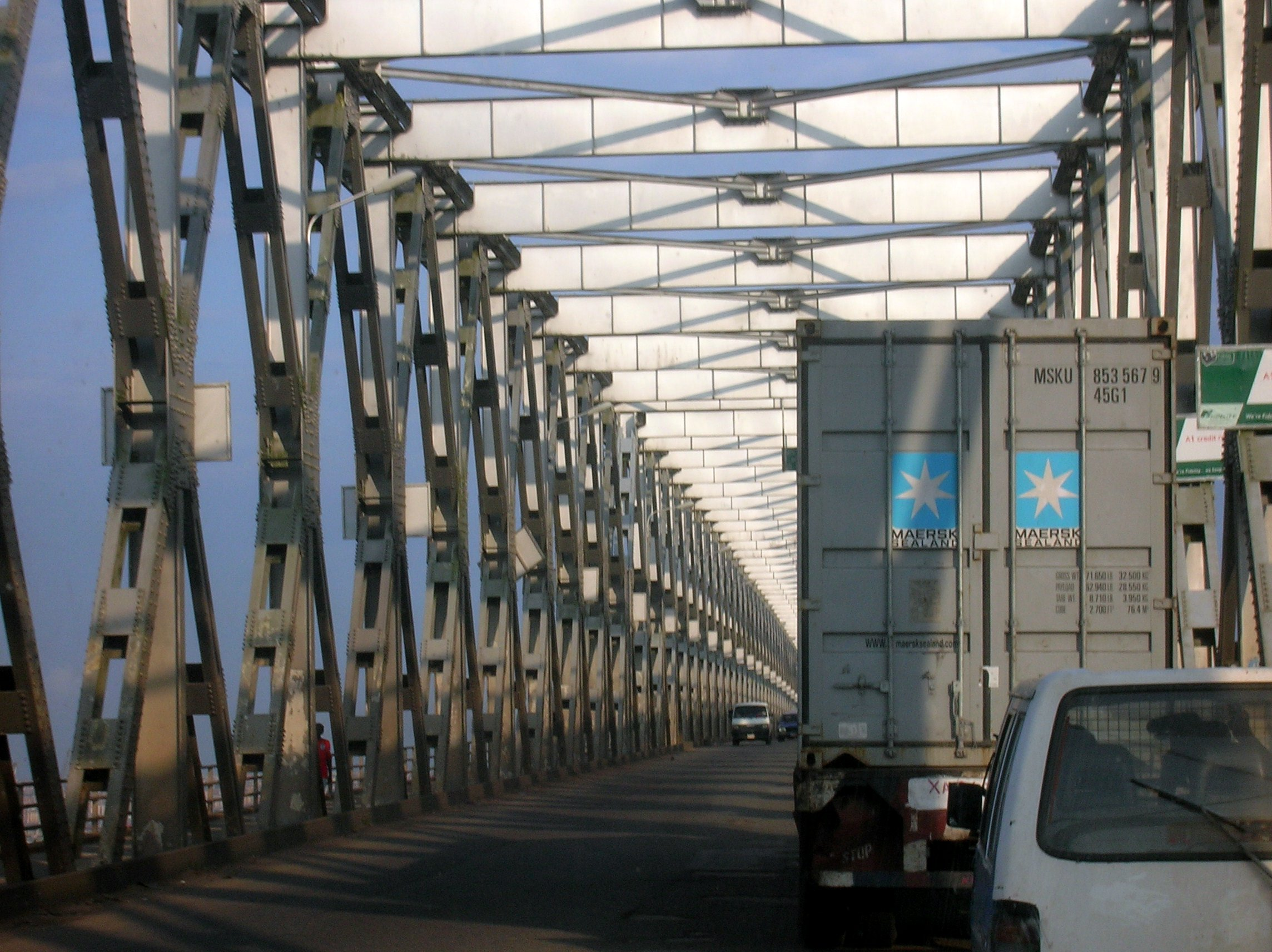

아사바(Asaba)는 나이지리아 동부에 위치한 도시로, 델타주의 주도이며 나이저강과 접한다. 인구는 149,603명(2006년 기준), 면적은 560 km2이다. 열대기후로 평균 온도는 32도 ° C, 강우량은 2,700 mm이다. 발전소, 제약회사, 재철소, 알류미늄 회사등이 있다. 아사바 국제공항을 통해 들어갈수 있다. 대부분의 물은 나이저강물을 사용한다.

## 같이 보기
- 와리 (나이지리아)